# Ludacris
Крістофер Браян Бріджес (англ. Christopher Brian Bridges; нар. 11 вересня 1977, Шампейн, Іллінойс, США), відоміший під псевдонімом Ludacris (укр. Лудакріс) — американський репер та актор. Ludacris є найпродаванішим південним репером за весь час існування, більш ніж 17 мільйонів одиниць записів, проданих у Сполучених Штатах і 24 мільйонів проданих у всьому світі. За свою кар'єру випустив 8 альбомів і знявся у низці фільмів, у тому числі «Зіткнення» (2004) і «Геймер» (2009), але найзнаніший як актора став завдяки ролі Теджа Паркера в серії фільмів «Форсаж». 2021 року Кріс створив власний дитячий музичний телесеріал для Netflix, знаний як «Світ карми», у якому він також виступав як актор озвучення. Лудакріс також є приватним пілотом.

## Раннє життя
Крістофер Браян Бріджес народився у Шампейні, штат Іллінойс, а підлітком переїхав до Оук-Парку. З 1998 по 1999 рік він вивчав музичний менеджмент в Університеті штату Джорджія. Свою першу реп-пісню Лудакріс написав у дев’ять років, коли переїхав до Атланти, штат Джорджія, а через три роки приєднався до аматорської реп-групи.

## Музична кар'єра

### Початок кар'єри
Він працював редактором радіо під псевдонімом DJ Chris Lova Lova в Атланті на хіп-хоп станції Hot 97.5 (зараз Hot 107.9). Згодом його помітив відомий продюсер Timbaland і запросив виконати куплет на свому треку «Phat Rabbit».

### 1999-2000: Incognegro і Back for the First Time
У 1999 році Лудакріс випустив свій дебютний альбом Incognegro на своєму незалежному лейблі Disturbing tha Peace. Пізніше Def Jam South перепакують Incognegro з кількома новими піснями, доданими до дебютного альбому Кріса Back for the First Time на мейджор-лейблі у 2000 році. Альбом досяг четвертого місця в Billboard 200 та включав сингли «What's Your Fantasy» (за участю Shawnna) та «Southern Hospitality» (за участю Фаррелла Вільямса), які досягли 21 і 23 місця в Billboard Hot 100 відповідно.

### 2001–2003: Word of Mouf і Chicken-n-Beer
Ludacris оперативно завершив створення наступного альбому, Word of Mouf, і випустив його наприкінці 2001 року. Відеокліп на сингл «Rollout (My Business)», був номінований на Греммі у 2003 році. В альбомі присутні такі пісні: «Saturday (Oooh! Ooooh!)» з Sleepy Brown, «Move Bitch» з Mystikal і I-20, і «Area Codes» з Nate Dogg.
Навесні 2003 року Ludacris повернувся на музичну сцену після короткої перерви з новим синглом «Act a Fool» із саундтреку до фільму «Подвійний форсаж», де зіграв роль Теджа Паркера. Після цього він випустив свій третій студійний альбом Chicken-n-Beer, який містив хіт-сингли «Stand Up» і «Splash Waterfalls». Участь в альбомі брали Playaz Circle, Chingy, Snoop Dogg, 8Ball & MJG, Lil' Flip, I-20, Lil Fate та Shawnna.

### 2004–2007: The Red Light District і Release Therapy
Ludacris застосував зріліший підхід до свого четвертого альбому The Red Light District. Sohail Khalid допоміг випустити цей альбом з різними виконавцями, такими як T.I., Lil' Flip і Bun B. Ludacris відкрито хвалився, що він, можливо, єдиний репер, який зміг утримати лейбл Def Jam на плаву на першому треку. Лудакріс зняв і записав сингл «Get Back», у якому він був представлений як скутий м’язами халк, якого дратували ЗМІ та попереджав критиків дати йому спокій.
Серед гостей альбому — Nas, DJ Quik, DMX, Trick Daddy, Sleepy Brown і новачки Disturbing tha Peace Боббі Валентино, Dolla Boy і Small World. Альбом дебютував під номером один у чартах Billboard.
Release Therapy посів на дев'яте місце довгоочікуваних альбомів 2006 року. Альбом було випущено 26 вересня 2006 року. Ludacris вирішив зробити двосторонній компакт-диск: на одній стороні Release, на іншій — Therapy. В Альбомі брали участь Pharrell, R. Kelly, Mary J. Blige, C-Murder, Young Jeezy та інші. Перший сингл «Money Maker», який разом із Pharrell'ом, вийшов 17 липня 2006 року. «Money Maker» досяг першого місця на «BET». Його другий сингл, «Grew Up a Screw Up», з Young Jeezy цим похвалитися не міг. Його третій сингл «Runaway Love» незабаром злетів на номер один у Billboard Hot Rap. Його альбом потім досяг першого місця в Billboard 200 з обсягом продажів 309,000 копій за перший тиждень. З виходом цього альбому Ludacris зробив зміни у свому музичному стилі. Новий альбом збирає в собі риси безтурботного настрою попередніх альбомів, і представляється темна сторона.

### 2008–2010: Theater of the Mind і Battle of the Sexes
Theater of the Mind вийшов 24 листопада 2008 року. У квітні 2008 сингл «Stay Together» з'явився на xxlmag.com. В інтерв'ю журналу Complex Magazine Ludacris заявив, що в альбомі присутні Кріс Браун, Lil Wayne, Рік Росс, T.I., Plies, Common, T-Pain, Jay-Z, Nas та The Game. Колишній ворог Лудакріса T.I. взяв участь на синглі «Wish You Would». Альбом дебютував під номером п'ять у Billboard 200 з 213,493 проданих копій за перший тиждень. Альбом вийшов того ж дня, як і 808s & Heartbreak Каньє Веста, який взяв перше місце.
Восьмий студійний альбом Лудакріса Battle of the Sexes вийшов 9 березня 2010 року, а його першим рекламним синглом для альбому був «Everybody Drunk». Першим офіційним синглом Battle of the Sexes був «How Low», який вийшов 8 грудня 2009 року. Наступним синглом став «My Chick Bad», що вийшов 23 лютого 2010 року. Третій сингл — «Sex Room», досягнувши 69 місця в Billboard Hot 100. Battle of the Sexes дебютував на першому місці в чартах зі 137,000 проданими копіями за перший тиждень. Наразі альбом має золотий сертифікат.

### 2012–2015: Ludaversal
У 2011–2015 роках тривала робота над альбомом Ludaversal, анонс якого відбувся 11 вересня 2012 року. 31 жовтня 2014 року Ludacris представив перший сингл з міні-альбому Burning Bridges під назвою «Good Lovin'» за участю американського співака Мігеля.
Завдяки помірному успіху «Good Lovin» став першим синглом з Ludaversal. 3 березня 2015 року Ludacris влаштував вечірку для прослуховування Ludaversal з Def Jam. Треки «Intro», «Not For Long» з участю Ашера та «Come N See Me» з участю Big K.R.I.T. були представлені громадськості. Після 3 років затримок, Ludaversal вийшов 31 березня 2015 року, отримавши загалом позитивні відгуки та досягнувши 3 місця в Billboard 200.

### 2017–тепер. час: майбутній десятий студійний альбом і Karma's World
У березні 2017 року Лудакріс підтвердив, що працює над своїм десятим студійним альбомом в інтерв'ю журналу Complex. 31 березня 2017 року Ludacris випустив новий сингл під назвою «Vitamin D» за участю Ty Dolla Sign.
14 жовтня 2020 року Netflix замовив його новий на той час комп’ютерно-анімаційний музичний дитячий телесеріал, знаний як Karma's World, для початкових 40 епізодів. На створення серіалу Кріса надихнула його старша дочка, Карма Бріджес. Прем’єра серіалу відбулася на Netflix 15 жовтня 2021 року разом із офіційним альбомом із саундтреком, який спродюсували і видали Def Jam Recordings.
У серпні 2021 року Ludacris випустив сингл «Butter.ATL».

## Особисте життя
Він є далеким двоюрідним братом покійного коміка Річарда Прайора.
Живе разом із сім'єю в Атланті, штат Джорджія.
У Ludacris є дві дочки від минулих стосунків: Шайла Скотт (нар. 1996) та Карма Крістін Бріджес (нар. 10 серпня 2001).
З 2009 року зустрічається з габонською моделлю Eudoxie. Попри стосунки з Eudoxie, має дочку Кай Белла Бріджес (нар. 9 грудня 2013 року) від його давньої подруги Таміки Фуллер. 26 грудня 2014 року Ludacris та Eudoxie побралися в Коста-Риці. Одруження пройшло пізніше того ж дня. У подружжя дві дочки — Кейденс Гаелль Бріджес (нар. 4 липня 2015) та Ченс Оялі Бріджес (нар. 28 липня 2021).
У січні 2020 року Лудакріс разом із матір'ю та двома дочками отримав громадянство Габону.

## Благодійність
Ludacris також заснував Ludacris Foundation на початку своєї музичної кар’єри в 2002 році. Мета фонду – надихати молодь через освіту, незабутні враження та допомогу молоді допомогти собі. У центрі уваги те, що Ludacris називає «3Ls»: лідерство та освіта, здоровий спосіб життя та LudaCares.

## Дискографія
Студійні альбоми
- Incognegro (1999)
- Back for the First Time (2000)
- Word of Mouf (2001)
- Chicken-n-Beer (2003)
- The Red Light District (2004)
- Release Therapy (2006)
- Theater of the Mind (2008)
- Battle of the Sexes (2010)
- Ludaversal (2015)

Саундтреки
- Karma's World (2021)

## Фільмографія
| Рік       |    | Українська назва                    | Оригінальна назва                 | Роль               |
| --------- | -- | ----------------------------------- | --------------------------------- | ------------------ |
| 1995      | ф  | —                                   | Eyes on Hip Hop                   | репер              |
| 2001      | ф  | Мийка                               | The Wash                          | клієнт             |
| 2003      | вг | —                                   | Def Jam Vendetta                  | в ролі самого себе |
| 2003      | ф  | Подвійний форсаж                    | 2 Fast 2 Furious                  | Тедж Паркер        |
| 2003      | ф  | —                                   | Sex & the Studio 2                | Н/Д                |
| 2004      | ф  | Зіткнення                           | Crash                             | Ентоні             |
| 2004      | вг | —                                   | Def Jam: Fight for NY             | в ролі самого себе |
| 2005      | мф | Дамський угодник                    | Lil’ Pimp                         | Уезерс             |
| 2005      | ф  | Метушня і рух                       | Hustle and Flow                   | Скінні Блек        |
| 2005      | с  | Ів                                  | Eve                               | Руфус              |
| 2006      | вг | —                                   | NBA Ballers: Phenom               | в ролі самого себе |
| 2006—2007 | с  | Закон і порядок: Спеціальний корпус | Law & Order: Special Victims Unit | Даріус Паркер      |
| 2007      | мс | Сімпсони                            | The Simpsons                      | у ролі самого себе |
| 2007      | ф  | Фред Клаус, брат Санти              | Fred Claus                        | DJ Донні           |
| 2008      | ф  | Грати по-чесному                    | Ball Don't Lie                    | Джуліус            |
| 2008      | ф  | Рок-н-рольщик                       | RocknRolla                        | Мики               |
| 2008      | ф  | Макс Пейн                           | Max Payne                         | Джим Бравура       |
| 2009      | ф  | Геймер                              | Gamer                             | брат «Людей Зед»   |
| 2011      | ф  | Більше ніж секс                     | No Strings Attached               | Уоллас             |
| 2011      | ф  | Форсаж 5                            | Fast Five                         | Тедж Паркер        |
| 2011      | ф  | Гра в атаці                         | Breakaway                         | у ролі самого себе |
| 2011      | ф  | Старий Новий рік                    | New Year's Eve                    | Брендан            |
| 2013      | ф  | Форсаж 6                            | Fast & Furious 6                  | Тедж Паркер        |
| 2014      | с  | Бути Мері Джейн                     | Being Mary Jane                   | Терренс Портер     |
| 2015      | ф  | Форсаж 7                            | Furious 7                         | Тедж Паркер        |
| 2015      | с  | Імперія                             | Empire                            | офіцер Макнайт     |
| 2015      | тф | День подяки                         | Jim Henson's Turkey Hollow        | оповідач           |
| 2017      | ф  | Форсаж 8                            | The Fate of the Furious           | Тедж Паркер        |
| 2017      | мс | Лікар Плюшева                       | Doc McStuffins                    | Гас                |
| 2018      | ф  | Їзда                                | Ride                              | Елдрідж Бултдженс  |
| 2018      | ф  | Поліцейський пес                    | Show Dogs                         | Макс               |
| 2020      | ф  | Джон Генрі                          | John Henry                        | Хелл               |
| 2020      | с  | —                                   | Will from Home                    | Н/Д                |
| 2021      | ф  | Форсаж 9                            | F9                                | Тедж Паркер        |
| 2022      | ф  | Кінець дороги                       | End of the Road                   | Реджі              |
| 2023      | ф  | Форсаж 10                           | Fast X                            | Тедж Паркер        |
| 2026      | ф  | Форсаж 11                           | Fast X: Part 2                    | Тедж Паркер        |